# Дюбвад (город)
Дюбвад (дат. Dybvad) — небольшой город на севере Дании (регион Северная Ютландия) в восточной части коммуны Венсюссель-Тю с населением 615 жителей (2015), расположенный примерно в 12 км к юго-западу от города Себю, около 6 км к северо-востоку от города Флауэнскъёльд (Flauenskjold). Город граничит с загородным поместьем Дюбвад.

## История города
История города берёт своё начало от одноимённой железнодорожной станции, между городами Фъеритслев и Фредериксхаун, строительство которой было завершено в 1899 году. Первый поезд компании FFJ прибыл на станцию Дюбвад 17 июля 1899 года.
Одновременно со строительством станции были построены первый кирпичный завод, явившийся пионером тяжелой промышленности города, мастерские, рынок, магазины и первые жилые кварталы. Основаны рабочие посёлки, такие например как Rugholmsvej, названного в честь рабочего Нильса Ругольма (Niels Rugholm), который заложил первый камень при строительстве дороги между посёлком и кирпичным заводом.
В 1907 году был открыт филиал банка Себю Sæby Bank. Инфраструктура города динамично развивалась — в 1913 году была построена первая электростанция, а в 1919 году в городе были проведены водопровод и канализация. Построена красная водонапорная башня, которая изображена на гербе города.
В 1940 году в Дюбваде проживало 940 человек, самое большое количество за всю историю города. За годы Второй мировой войны город был сильно разрушен, уничтожен почти весь промышленный комплекс, уменьшилась численность населения.

## После войны
Послевоенные годы были весьма тяжёлыми для города.
В 1966 году в северо-восточной части города была построена новая промышленная зона, включавшая отрасли машиностроения и металлургической промышленности, также был открыт сталелитейный завод. Позже открыта новая компания Bdr. Frederiksen, которая известна своей маслобойкой Jyden. Кроме того предприятие по изготовлению корма для животных, автосервис и фирма грузоперевозок.
Дюбвад (Dybvad) — первое место в Дании, где было выдано разрешение на бурение для добычи сланцевого газа.

## Культура
Архитектура Дюбвада выдержана в традиционном для данного региона стиле. Сохранились дома 1900—1930 годов постройки, которые представляют архитектурную ценность и отображают культурные традиции того времени, что редко встречается в маленьких городах. Отличительной чертой города являются здания из красного кирпича, произведённого на местном кирпичном заводе, в частности здание железнодорожного вокзала и некоторых зданий в городе, которые сохранись после Второй мировой войны.
Каждый год в городе проводится музыкальный фестиваль.